# Tucetona montrouzieri
Tucetona montrouzieri is een tweekleppigensoort uit de familie van de Glycymerididae. De wetenschappelijke naam van de soort is voor het eerst geldig gepubliceerd in 1872 door Angas.